# Gabriele Metzger
Pour les articles homonymes, voir Metzger.
Gabriele Metzger est une actrice allemande née le 9 octobre 1959 à Heidelberg en Allemagne. 

## Filmographie
- 1994 : Der Havelkaiser (série télévisée)
- 1994 : Elbflorenz (série télévisée)
- 1995 : Mutter mit 18 (TV)
- depuis 1995 : Verbotene Liebe (série télévisée) : Charlie Schneider
- 1996 : Sylter Geschichten (série télévisée) : Kathrin Borchert
- 1997-2002 : Un cas pour deux (série télévisée)
- 1999 : Dr. Sommerfeld - Neues vom Bülowbogen (série télévisée) : Frau Kampmann
- 2000 : Auf eigene Gefahr (série télévisée) : Frau Weber
- 2005-2006 : Le Destin de Lisa (série télévisée) : Traudl Decker
- 2006-2007 : Le Destin de Bruno (série télévisée) : Traudl Decker
- 2008 : Herzog (série télévisée)